# Citybanan

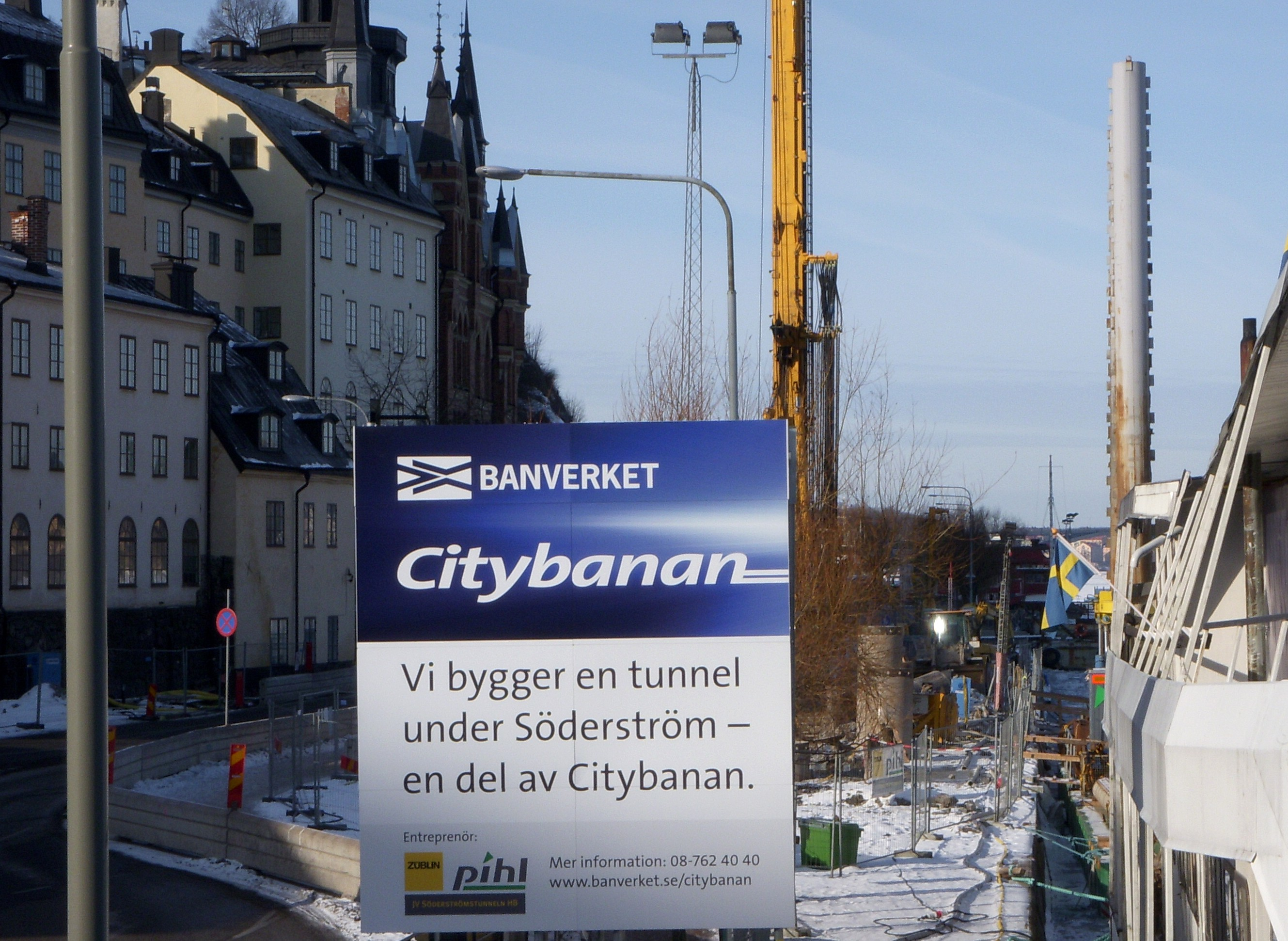
Építési munkálatok 2009 márciusában

A Citybanan egy kétvágányú villamosított vasútvonal Stockholmban, amely egy hat kilométeres alagútban vezet Stockholms södra és Tomteboda között. A vonalat a városon átvezető vasúti forgalom kapacitásproblémái miatt építették, és az elővárosi vasút szerelvényei használják. A többi járat a korábban is meglévő két vágányon közlekedik, a Stockholmi főpályaudvar érintésével.
A főpályaudvar déli bejárata, amely naponta mintegy 500 vonatot fogad, a svéd vasúthálózat egyik legkritikusabb szűk keresztmetszete. A vonal 1871-es megnyitása óta mindössze két vágányon bonyolódik a forgalom, így csúcsidőben az elővárosi és regionális vonatok a távolsági- és teherforgalommal versenyeznek a kapacitásért. Mivel az állomás egész Svédország vasúti közlekedésének fő csomópontja, az itteni üzemzavarok a teljes hálózatra kihatnak.
Az új vonal megduplázta a városközponton keresztül vezető vasúti kapacitást. Átadása után lehetővé vált az elővárosi járatok sűrítése csúcsidőben is, és a menetrendszerűség is javult. Így elegendő kapacitás áll rendelkezésre a térségben tervezett más vonalfejlesztések hatására megnövekedő vasúti forgalom lebonyolítására is.
A vonalon két új állomás is létesült, a City és az Odenplan. Az építkezés tervezett költsége 16 milliárd svéd korona volt. A menetrend szerinti forgalom 2017. július 10-én indult el.